# Tornike Kipiani
 (décembre 2019).
Si vous disposez d'ouvrages ou d'articles de référence ou si vous connaissez des sites web de qualité traitant du thème abordé ici, merci de compléter l'article en donnant les références utiles à sa vérifiabilité et en les liant à la section « Notes et références ».
Tornike Kipiani (en géorgien თორნიკე ყიფიანი) est un chanteur géorgien qui devait représenter la Géorgie au Concours Eurovision de la chanson 2020, cependant, le concours 2020 étant annulé, il représentera la Géorgie au Concours Eurovision de la chanson 2021. Il a remporté le premier X Factor of Georgia en 2014. Le 31 décembre 2019, il remporte le Georgian Idol.